# Morganton (Georgia)
Morganton è un comune degli Stati Uniti d'America, situato nello Stato della Georgia, nella contea di Fannin.